# Phylidorea (Phylidorea) mundella
Phylidorea (Phylidorea) mundella is een tweevleugelige uit de familie steltmuggen (Limoniidae). De soort komt voor in het Palearctisch gebied.